# مورو الحسن
مورو الحسن (بالإنجليزية: Moro Alhassan)‏ هو لاعب كرة قدم غاني في مركز الوسط، ولد في 15 يناير 1994 في أكرا في غانا. لعب مع نادي تشيزينا ونادي جنوى.

## وصلات خارجية
- مورو الحسن على موقع قاعدة بيانات كرة القدم.إي يو (الإنجليزية)
- مورو الحسن على موقع Soccerway.com (الإنجليزية)
- مورو الحسن على موقع عالم كرة القدم.نت (الإنجليزية)
- مورو الحسن على موقع AS.com (الإسبانية)